# Abdul Kadir Khan

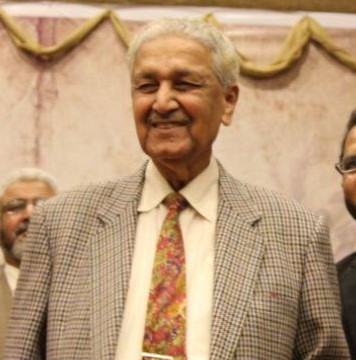
Abdul Kadir Khan (2017)

Abdul Qadeer Khan, eingedeutscht Abdalkadir Chan, (Urdu عبد القدیر خان; * 1. April 1936 in Bhopal, Britisch-Indien; † 10. Oktober 2021 in Islamabad) war ein pakistanischer Ingenieur. Er gilt als „Vater des pakistanischen Atomprogramms“. In Pakistan und anderen islamischen Ländern wird er als „Volksheld“ verehrt.

## Frühe Zeit
Khan stammt aus einer muslimischen Mittelschichtfamilie in Bhopal. 1952 ging Khan nach Pakistan. Als Maschinenbaustudent besuchte er die Universität Karatschi. Er ging nach der Graduierung 1961 nach Deutschland, wo er an der Technischen Universität Berlin studierte. 1965 ging er in die Niederlande, wo er acht Semester Metallurgie an der Technischen Universität Delft studierte und danach nach Belgien, wo er 1972 schließlich an der Katholischen Universität Löwen promovierte.
Von 1972 bis 1976 arbeitete er für das Physical Dynamics Research Laboratory (FDO), einen Unterauftragnehmer der niederländischen Niederlassung der Urenco-Gruppe, der Ultra-Centrifuge Nederland (UCN), in der UCN-Anlage in Almelo. Dort hatte er dank laxer Sicherheitsmaßnahmen Zugang zu den fortschrittlichsten Zentrifugenentwürfen, welche ihm den Aufbau einer pakistanischen Urananreicherung ermöglichte. Als Indien 1974 seine erste Atombombe testete, war die Regierung in Pakistan alarmiert und Khan bot seine Hilfe an. Im Jahr 1975 bat der US-Geheimdienst CIA die Regierung der Niederlande, gegen Khan nicht weiter wegen des Verdachts des Nukleardiebstahls zu ermitteln. Der damalige Premierminister Zulfikar Ali Bhutto beauftragte Khan nach seiner Rückkehr Anfang 1976 mit der Leitung des pakistanischen Kernforschungsprogramms. Khan beteuerte damals öffentlich, dass das Atomprogramm ausschließlich friedliche Ziele verfolgte, gab aber 1998, nach den ersten erfolgreichen pakistanischen Atombombentests zu, dass er „nie irgendwelche Zweifel gehabt“ habe, dass er eine Bombe baute. „Das musste getan werden.“

## Haltung zu Kernwaffen
Khan schrieb Kernwaffen eine friedenserhaltende Funktion zu.

„Had Iraq and Libya been nuclear powers, they wouldn’t have been destroyed in the way we have seen recently. If we had nuclear capability before 1971, we wouldn’t have lost half our country after a disgraceful defeat.“

„Wären der Irak und Libyen Nuklearmächte gewesen, wären sie nicht zerstört worden, wie wir es erst kürzlich gesehen haben. Wenn wir vor 1971 Nuklearwaffen besessen hätten, hätten wir nicht die Hälfte unseres Landes nach einer schändlichen Niederlage verloren.“

Siehe zum obigen Zitat auch: Bangladesch-Krieg, irakisches Atomprogramm, Irakkrieg, libysches Atomprogramm und Bürgerkrieg in Libyen 2011
In einem Interview mit dem Spiegel sagte Khan:

„Ich bin fest überzeugt, das Beste für Pakistan getan zu haben. Diese Kernwaffen sichern den Frieden – und das Motto dafür lautet nun einmal Auge um Auge, Zahn um Zahn. Ich bin überzeugt, dass es gerade wegen der Nuklearwaffen nie wieder einen Krieg zwischen Indien und Pakistan geben wird.“

## Privates
Er war seit 1963 mit Hendrina Khan, einer Niederländerin (geborene Südafrikanerin), verheiratet, die er in Den Haag kennengelernt hatte. Khan wurde 2004 von der pakistanischen Regierung unter Hausarrest gestellt, nachdem er öffentlich zugegeben hatte, sein Wissen an Nordkorea, den Iran und Libyen weitergegeben zu haben. Nach eigenen Angaben tat er dies nur unter Druck der damaligen Regierung und dem Versprechen, anschließend begnadigt zu werden. Dies geschah jedoch erst 2009. Es gab Berichte, Khan sei tief in weltweite Nukleargeschäfte verstrickt gewesen.
Khan starb am 10. Oktober 2021 im Alter von 85 Jahren, nachdem er mit Lungenproblemen in ein Krankenhaus eingeliefert worden war. Zwei Monate zuvor war er bereits wegen einer COVID-19-Infektion zeitweise stationär behandelt worden.